# Бугранов, Андрей Захарович
Андрей Захарович Бугранов (3 июля 1905 — 7 мая 1980) — старший разведчик-наблюдатель 295-го гвардейского пушечно-артиллерийского полка, гвардии ефрейтор — на момент представления к награждению орденом Славы 1-й степени.

## Биография
Родился 3 июля 1905 года в деревне Чесноковка. Окончил 2 класса. Работал в колхозе. В 1927—1929 годах проходил срочную службу в Красной армии, в 3-м артиллерийском полку Туркестанской горной дивизии. Вернувшись домой, работал в колхозе.
В июне 1941 года, с первой военной мобилизацией, был вновь призван в армию. Участник Великой Отечественной войны с августа того же года. Воевал на Центральном, Брянском, 1-м Белорусском фронтах.
Боевой путь начал в 280-й стрелковой дивизии, дальномерщиком в зенитной батарее. Попал в окружение, с боями выходил на восток. В ноябре вышел к своим в районе города Новосиль. Был направлен в тыл, в Тамбовскую область, зачислен во вновь сформированный 420-й армейский пушечно-артиллерийский полк. В составе этого полка, ставшего 295-м гвардейским, прошёл до Победы. Воевал разведчиком-наблюдателем взвода управления 3-го дивизиона. Отличился в боях на Курской дуге, был награждён медалью «За отвагу».
8-9 августа 1944 года в ходе расширения плацдарма на реке Висла в районе населённого пункта Тшебень-Божовка гвардии ефрейтор Бугранов обнаружил группу вражеской пехоты, готовящуюся к контратаке, которая была уничтожена огнём дивизиона. Находясь на наблюдательном пункте на дереве, продолжал корректировать огонь, несмотря на бомбовый налёт. 10 августа под огнём противника восстановил нарушенную связь, что позволило вовремя открыть огонь по контратакующему противнику. В этот же день вынес с поля боя 2 раненых товарищей. Приказом по войскам 1-го Белорусского фронта от 31 августа 1944 года гвардии ефрейтор Бугранов Андрей Захарович награждён орденом Славы 3-й степени.
14-15 января 1945 года при прорыве вражеской обороны на левом берегу реки Висла близ населённого пункта Гловачув гвардии ефрейтор Бугранов в составе передового наблюдательного пункта двигался в боевых порядках пехоты, вёл разведку противника и корректировал огонь дивизиона. По его целеуказанию была подавлена батарея 75-мм орудий противника. Рискуя жизнью, спас раненого офицера. Приказом по войскам 1-го Белорусского фронта от 4 марта 1945 года гвардии ефрейтор Бугранов Андрей Захарович награждён орденом Славы 2-й степени.
16-18 апреля 1945 года в наступлении на левом берегу реки Одер юго-западнее города Кюстрин гвардии ефрейтор Бугранов находился на передовом наблюдательном пункте, корректируя артиллерийский огонь. В уличных боях в Берлине уничтожил фаустника, истребил 6 вражеских автоматчиков, несколько взял в плен.
В 1945 году гвардии сержант Бугранов демобилизован. Вернулся в родную деревню.
Указом Президиума Верховного Совета СССР от 15 мая 1946 года за отвагу и геройство, проявленные в боях с немецкими захватчиками в Великой Отечественной войне, гвардии ефрейтор Бугранов Андрей Захарович награждён орденом Славы 1-й степени. Стал полным кавалером ордена Славы.
Работал счетоводом в колхозе «Пролетарий» в родной деревне. С 1958 года трудился на Кинельской государственной селекционной станции. Только через 20 лет после Победы ветерану был вручен последний боевой орден — Славы 1-й степени.
Жил в посёлке Усть-Кинельский Куйбышевской области. Скончался 7 мая 1980 года.

## Награды
- орден Славы 1-й (15.5.1946)[7], 2-й (4.3.1945)[6] и 3-й (31.8.1944)[5] степеней,
- медаль «За отвагу» (22.8.1943)[4].

## Память
В посёлке Усть-Кинельский именем А. З. Бугранова названа улица; на здании селекционной станции установлена мемориальная доска.

## Комментарии
1. ↑  По другим данным[1] — 5 июля 1905.
2. ↑  Ныне — Мелекесского района Ульяновской области[2]. В источниках указываются местом рождения также Вязовский сельсовет Елховского района Самарской области[3], с. Вязовка Кошкинского, ныне — Елховского района той же области[3], село Покровка Елховского района[2].